# Hirvijärvi (sjö i Finland, Södra Österbotten, lat 62,95, long 23,50)
Hirvijärvi är en sjö i Finland. Den ligger i kommunen Alajärvi i landskapet Södra Österbotten, i den centrala delen av landet, 300 km norr om huvudstaden Helsingfors. Hirvijärvi ligger 94,2 meter över havet. Den är 2,1 meter djup. Arean är 77,6 hektar och strandlinjen är 5,9 kilometer lång. Sjön  ingår i Lappo å huvudavrinningsområde.   I omgivningarna runt Hirvijärvi växer i huvudsak blandskog.